# Ньюарк (Каліфорнія)
Ньюарк (англ. Newark) — місто (англ. city) в США, в окрузі Аламіда штату Каліфорнія. Завдяки своєму розташуванню місто входить до Кремнієвої долини. Населення — 47 529 осіб (2020).

## Географія
Ньюарк розташований за координатами 37°30′15″ пн. ш. 122°1′56″ зх. д. / 37.50417° пн. ш. 122.03222° зх. д. (37.504141, -122.032359).  За даними Бюро перепису населення США в 2010 році місто мало площу 36,00 км², з яких 35,94 км² — суходіл та 0,06 км² — водойми.

### Клімат
| Клімат : Ньюарк                                             | Клімат : Ньюарк | Клімат : Ньюарк | Клімат : Ньюарк | Клімат : Ньюарк | Клімат : Ньюарк | Клімат : Ньюарк | Клімат : Ньюарк | Клімат : Ньюарк | Клімат : Ньюарк | Клімат : Ньюарк | Клімат : Ньюарк | Клімат : Ньюарк | Клімат : Ньюарк |
| Показник                                                    | Січ.            | Лют.            | Бер.            | Квіт.           | Трав.           | Черв.           | Лип.            | Серп.           | Вер.            | Жовт.           | Лист.           | Груд.           | Рік             |
| Абсолютний максимум, °C                                     | 23,3            | 25,6            | 28,9            | 33,3            | 36,7            | 41,7            | 40,6            | 43,3            | 39,4            | 35,6            | 28,9            | 23,9            | 41,7            |
| Середній максимум, °C                                       | 14,1            | 16,0            | 17,5            | 19,2            | 21,2            | 23,4            | 24,8            | 25,0            | 25,2            | 22,7            | 18,1            | 14,4            | 20,1            |
| Середній мінімум, °C                                        | 4,8             | 6,5             | 7,7             | 9,0             | 10,9            | 12,7            | 13,6            | 13,9            | 13,3            | 11,3            | 7,9             | 5,2             | 9,7             |
| Абсолютний мінімум, °C                                      | −5,6            | −3,3            | −3,9            | 0,0             | 1,7             | 5,0             | 6,7             | 5,0             | 4,4             | 0,6             | −3,3            | −6,1            | −6,1            |
| Норма опадів, мм                                            | 75              | 64              | 53              | 26              | 10              | 3               | 1               | 1               | 3               | 20              | 45              | 62              | 363             |
| ----------------------------------------------------------- | --------------- | --------------- | --------------- | --------------- | --------------- | --------------- | --------------- | --------------- | --------------- | --------------- | --------------- | --------------- | --------------- |
| Джерело: http://www.wrcc.dri.edu/cgi-bin/cliMAIN.pl?ca6144. |                 |                 |                 |                 |                 |                 |                 |                 |                 |                 |                 |                 |                 |

## Демографія
Згідно з переписом 2010 року, у місті мешкали 42 573 особи в 12 972 домогосподарствах у складі 10 334 родин. Густота населення становила 1183 особи/км².  Було 13414 помешкання (373/км²).
Расовий склад населення:
| - 41,3 % — білих - 27,2 % — азіатів - 4,7 % — чорних або афроамериканців - 1,5 % — вихідців з тихоокеанських островів - 0,7 % — корінних американців - 18,2 % — осіб інших рас |

До двох чи більше рас належало 6,6 %. Частка іспаномовних становила 35,2 % від усіх жителів.
За віковим діапазоном населення розподілялося таким чином: 25,4 % — особи молодші 18 років, 64,0 % — особи у віці 18—64 років, 10,6 % — особи у віці 65 років та старші. Медіана віку мешканця становила 35,4 року. На 100 осіб жіночої статі у місті припадало 99,3 чоловіків;  на 100 жінок у віці від 18 років та старших — 96,8 чоловіків також старших 18 років.
Середній дохід на одне домашнє господарство  становив 100 963 долари США (медіана — 86 757), а середній дохід на одну сім'ю — 105 403 долари (медіана — 90 318). Медіана доходів становила 56 898 доларів для чоловіків та 49 221 долар для жінок. За межею бідності перебувало 7,9 % осіб, у тому числі 12,2 % дітей у віці до 18 років та 8,2 % осіб у віці 65 років та старших.
Цивільне працевлаштоване населення становило 22 146 осіб. Основні галузі зайнятості: освіта, охорона здоров'я та соціальна допомога — 19,3 %, виробництво — 17,6 %, науковці, спеціалісти, менеджери — 14,4 %.